# Clay City, Kentucky
Clay City är en ort i Powell County, Kentucky, USA. År 2010 hade orten 1 077 invånare. Den har enligt United States Census Bureau en area på 2,8 km², allt är land.

## Kända personer från Clay City
- Robert D. Webb, filmregissör